# Alexander Gawrilowitsch Gurwitsch
Alexander Gawrilowitsch Gurwitsch (russisch Александр Гаврилович Гурвич, wiss. Transliteration Aleksandr Gavrilovič Gurvič; * 26. Septemberjul. / 8. Oktober 1874greg. in Poltawa, Russisches Kaiserreich, heute Ukraine; † 27. Juli 1954 in Moskau) war ein russischer Biologe und Mediziner.
Gurwitsch lieferte Beiträge zum Konzept des hypothetischen morphischen Feldes aus der Entwicklungsbiologie und gilt als Erstbeschreiber einer extrem schwachen Photonenemission biologischer Systeme, die er Mitogenetische Strahlung nannte und die heute mit dem Begriff der ultraschwache Photonenemission (auch ultraschwache Zellstrahlung) bezeichnet wird, und auf die sich auch die Hypothesen der Biophotonen berufen.

## Lebenslauf

### Studium und erste Forschungen
Alexander Gurwitsch entstammte einer jüdischen Familie mit teils baltischen Wurzeln. Da seine Hauptinteressen in der Musik und Kunst lagen versuchte er nach dem Abschluss des Gymnasiums auf der Akademie der Bildenden Künste in München aufgenommen zu werden. Gurwitsch bestand aber die Aufnahmeprüfung nicht und entschied sich im Folgenden ein Studium an der medizinischen Fakultät der Universität München aufzunehmen. Im dritten oder vierten Jahr seines Studiums begann er im Labor von Karl Wilhelm von Kupffer zu arbeiten, welcher heute als einer der Mitbegründer der modernen Embryologie gilt. Gurwitsch entwickelte ein Interesse für die Embryologie und es folgte eine erste Veröffentlichung von ihm im Jahre 1895, die sich mit den Einflüssen von Chemikalien auf die Gastrulation von Fröschen befasste.
Nach seinem Abschluss an der Universität München im Jahr 1897 legte er an der Universität Kiew eine Prüfung ab um als Arzt praktizieren zu können. Wenig später erhielt er eine Stelle an der anatomischen Fakultät der Universität Straßburg. Eigentlich strebte Gurwitsch eine Universitätskarriere in Russland an, jedoch war es ihm auf Grund seiner jüdischen Herkunft zu diesem Zeitpunkt nicht möglich in Russland zu arbeiten. Später wechselte er an die Fakultät für Anatomie der Universität Bern, wo er als Privatdozent arbeitete. 1903 heiratete er die Russin Lidija Dmitrijewna Felizina, die er an der medizinischen Fakultät in Bern kennengelernt hatte und welche ihn zeitlebens bei seinen Forschungen unterstützte. Im Jahr 1904 erschien Gurwitschs Monografie Morphologie und Biologie der Zelle, welche ihm internationale Anerkennung als Histologe verschaffte.

### Rückkehr nach Russland
1905 kehrte Alexander Gurwitsch zusammen mit seiner Frau nach Russland zurück, da er als Wehrpflichtiger während des Russisch-Japanischen Kriegs eingezogen wurde. Wenig später übernahm er eine Professur für Anatomie und Histologie am Bestuschew-Frauenkollegium in Sankt Petersburg. In dieser Zeit bildete er seinen allgemeinen konzeptionellen Ansatz zum Verständnis biologischer Probleme. Er war einer der wenigen Biologen, die auch hervorragende Kenntnisse in Physik und Mathematik besaßen. Einer von Gurwitschs engsten Freunden war der Physiker und späteres Mitglied er Akademie der Wissenschaften Leonid Isaakowitsch Mandelstam, welcher Gurwitsch unter anderem die Theorien Einsteins näher brachte. Im Jahr 1907 wurde Gurwitschs erstes größeres Werk über die Embryologie Atlas und Grundriß der Embryologie der Wirbeltiere und des Menschen veröffentlicht. Wenig später untersuchte Gurwitsch die Zellteilungen in symmetrischen Organismen wie zum Beispiel Seeigeleiern. Dabei stellte er fest, dass die Zahl der Zellteilungen zum selben Zeitpunkt an den verschiedenen Hälften des symmetrischen Organismus nie gleich ist. Gurwitsch schloss daraus, dass die individuellen Zellteilungen innerhalb des Organismus mehr oder weniger zufällig ablaufen und vermutete, dass die Zellen durch Integrationsfaktoren oder Suprazelluläre Regulation beeinflusst werden um ihre endgültige Form zu erhalten.

### Theorie des Morphischen Feldes

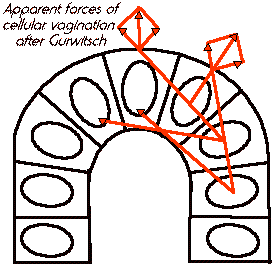
Skizze des von Gurwitsch postulierten Morphischen Feldes als Vektor-Feld

1912 veröffentlichte Gurwitsch seine Arbeit Die Vererbung als Verwirklichungsvorgang in der er die Hypothese aufstellte, dass ein Geschehensfeld beziehungsweise Kraftfeld für die Morphogenese von Organismen verantwortlich ist. Später bezeichnete Gurwitsch dieses Feld als embryonales Feld. Ähnliche Vermutungen waren bereits 20 Jahre früher vom deutschen Biologen Hans Driesch aufgestellt wurden, der die Existenz eines derartigen Feldes in einem neovitalistischen Sinne als Entelechie („das sein Ziel in sich selbst trägt“) annahm. Weitere Beiträge erfolgten bereits 1910 von Theodor Boveri. Obwohl Gurwitsch den Begriff Vererbung in seinen Veröffentlichungen nutze, war er ein strikter Gegner der Theorien damaligen Genetiker um Thomas Hunt Morgan. Diese Haltung trug auch dazu bei, dass Gurwitsch zu dieser Zeit unter den russischen Biologen wenig anerkannt war.

### Erster Weltkrieg und die Entdeckung der mitotischen Strahlung
Während des Ersten Weltkrieges musste Gurwitsch seine Forschungen einstellen und arbeitete als Militärchirurg in Petrograd. Nach dem Krieg erhielt Gurwitsch eine Anstellung bei der neu gegründeten Taurischen Nationalen Universität und zog mit seiner Familie im Herbst des Jahres 1918 nach Simferopol auf die Krim. An der Universität arbeitete er als Leiter der Histologischen Abteilung der Medizinischen Fakultät. Im Jahr 1923 entdeckte Gurwitsch bei der Untersuchung der Zellteilung von Zwiebelnzellen eine Photonenemission im Spektralbereich um 260 nm. Gurwitsch vermutete, dass diese Strahlung die Mitose von Zellen stimulieren könne und nannte die Strahlung daher mitogenetischen Strahlung. Diese Entdeckung der heutzutage als ultraschwache Photonenemission bezeichneten Strahlung wurde nach anfänglicher weltweiten Anerkennung später in Frage gestellt und als unwichtig eingestuft. Dennoch beschäftigte sich Gurwitsch bis zum Ende seines Lebens mit der Untersuchung des Phänomens.

### Arbeit in Moskau und Leningrad
1924 wurde Gurwitsch als Professor an die Fakultät für Histologie und Embryologie an der Staatlichen Universität Moskau berufen. Hier untersuchte er weiter die mitogenetische Strahlung. 1929 wurde Gurwitsch nach einem Streit mit der Universitätsleitung gezwungen, die Universität zu verlassen. Im Jahr 1930 erhielt Gurwitsch eine Stelle am Institut für Experimentalmedizin in Leningrad, an dem zu dieser Zeit auch andere bedeutende Wissenschaftler wie Iwan Pawlow arbeiteten. Im Jahr 1934 nahm er am Internationalen Kongress für Radiobiologie in Venedig teil und hielt in der Folgezeit Vorlesungen in mehreren europäischen Ländern. 1941 erhielt er den Stalinpreis für seine Untersuchungen der mitogenetischen Strahlung im Zusammenhang mit der Diagnose von Krebs. Außerdem war Gurjewitsch Träger des Orden des Roten Banners der Arbeit. Während des Deutsch-Sowjetischen Krieges war es Gurwitsch nicht möglich Experimente durchzuführen. Im Herbst 1941 stand die Wehrmacht vor Leningrad und Gurwitsch, seine Frau und seine Tochter Anna wurden nach Kasan ausgeflogen. Hier konzentrierte sich Gurwitsch ganz auf die rein theoretische Arbeit. Es gab keine Möglichkeiten, irgendwelche Experimente durchzuführen. Seine Feldtheorie der Morphogenese erhielt hier ihre endgültige Form als vektorielles biologisches Feld. 1944 wurde die entsprechende Arbeit als Teorija biologitscheskowo polja (Теория биологического поля) in russischer Sprache veröffentlicht, 1947 auch auf Französisch.

### Letzte Jahre
Nach dem Krieg wurde Alexander Gurwitsch Leiter der Abteilung für Zellbiologie des Instituts für Experimentelle Biologie, das der neuen Sowjetischen Akademie für Medizinische Wissenschaften angeschlossen war. Im selben Jahr organisierte Trofim Lyssenko die berüchtigte Augustsitzung der Akademie für Agrarwissenschaften. Eine Periode erzwungenen Gehorsams gegenüber Dogmen in allen Bereichen der Biologie begann. Gurwitsch protestierte, reichte seinen Rücktritt ein und ging in den Ruhestand. Im Jahr 1951 starb Gurewitschs Frau und langjährige Mitarbeiterin Lydija. In seiner Wohnung arbeitete Gurwitsch weiter und leitete de facto weiterhin das mehr und mehr verkleinerte Labor für Zellteilung, das 1953 ganz geschlossen wurde und kurz darauf wieder eröffnet wurde. Eine Reihe von Freiwilligen arbeiteten in diesem unter der Leitung seiner Tochter Anna Gurwitsch und Wiktor Jeremejew auf engstem Raum. Alexander Gurwitsch widmete sich in dieser Zeit vor allem seinem letzten Werk: die Analytische Biologie. Dieses Buch wurde allerdings nicht mehr veröffentlicht. Seine letzten Vorlesungen hielt er 1953 bis 1954 in seiner Wohnung.
Alexander Gurwitsch starb am 27. Juli 1954 im Alter von 79 Jahren an einem Herzleiden.

## Werke (Auswahl)
- Morphologie und Biologie der Zelle. G. Fischer, Jena 1904.
- Atlas und Grundriß der Embryologie der Wirbeltiere und des Menschen. J. F. Lehmann, München 1907.
- Über Determinierung, Normierung und Zufall in der Ontogenese. In: W. Roux’ Archiv für Entwicklungsmechanik. 30, 1910, S. 133–193.
- Die Vererbung als Verwirklichungsvorgang. In: Biologisches Zentralblatt. 32, 1912, S. 458–486.
- Über den Begriff des embryonalen Feldes (Originaltitel: O ponjatii ėmbrional'nych polej). In: W. Roux’ Archiv für Entwicklungsmechanik. Sl, 1922, S. 353–415.
- mit L. D. Gurvič: Mitogenetičeskij analiz biologii rakovoj kletki. Allrussisches Institut für Experimentelle Medizin, 1937, S. 79.
- Teorija biologičeskogo polja. Sovetskaja nauka, 1944, S. 155.
- Mitogenetische Spektralanalyse durch selektive Streuungsmethoden. In: Acta Physica et Chimica. 20, 1945, S. 635–644.
- mit L. D. Gurvič: Vvedenie v učenie o mitogeneze. Institut für experimentelle Biologie der Sowjetischen Akademie der Wissenschaften, 1948, S. 115.